# Eugène de Montalembert
Eugène de Montalembert, né en 1957, est un compositeur et professeur de musique classique français, également connu pour ses ouvrages sur la théorie de la musique.

## Biographie
Eugène de Montalembert naît en 1957 en France. Il effectue sa formation musicale au Conservatoire national supérieur de musique de Lyon, où il obtient son diplôme DNESM de composition. 
Il devient enseignant en culture musicale aux écoles nationales de musique de Bourg-la-Reine, Sceaux, Pantin et Yerres. Il est ensuite professeur d'analyse musicale, d'histoire de la musique, de paléographie musicale, de contrepoint improvisé et d'ethnomusicologie au Conservatoire à rayonnement régional de Dijon, puis professeur d'analyse au Pôle d'enseignement supérieur de musique de Dijon en 2010. 
En 1993, il est invité en résidence à la Villa Kujoyama (Kyoto) en tant que compositeur.
Il publie de nombreux articles sur la musique contemporaine, mais également sur la musique traditionnelle et ancienne, ainsi que plusieurs ouvrages, en collaboration avec Claude Abromont, comme le Guide de la Théorie de la Musique.

## Publications
- avec Claude Abromont, Guide de la théorie de la musique, (Fayard/Lemoine, 2001) (OCLC 301661188), traduit en espagnol (Fondo de cultura economica)
- avec Claude Abromont, Abrégé de la théorie de la musique, avec cédérom interactif (Fayard/Lemoine, 2003)[3]
- avec Claude Abromont, Guide des genres de la musique occidentale (Fayard/Lemoine, 2010) (OCLC 697197735)
- avec Claude Abromont, Guide des formes de la musique occidentale (Fayard/Lemoine, 2010) (OCLC 701598321)